# Communauté de communes de Millau Grands Causses
Die Communauté de communes de Millau Grands Causses ist ein französischer Gemeindeverband mit der Rechtsform einer Communauté de communes in den Départements Aveyron und Lozère in der Region Okzitanien. Sie wurde am 27. Dezember 1999 gegründet und umfasst 15 Gemeinden. Der Verwaltungssitz befindet sich in der Stadt Millau. Die Besonderheit liegt in der Département-übergreifenden Struktur der Gemeinden.

## Mitgliedsgemeinden
| Gemeinde                                        | Einwohner 1. Januar 2022 | Fläche km² | Dichte Einw./km² | Code INSEE | Postleitzahl | Département |
| ----------------------------------------------- | ------------------------ | ---------- | ---------------- | ---------- | ------------ | ----------- |
| Aguessac                                        | 924                      | 17,64      | 52               | 12002      | 12520        | Aveyron     |
| Compeyre                                        | 526                      | 10,36      | 51               | 12070      | 12520        | Aveyron     |
| Comprégnac                                      | 217                      | 11,09      | 20               | 12072      | 12100        | Aveyron     |
| Creissels                                       | 1.564                    | 28,19      | 55               | 12084      | 12100        | Aveyron     |
| La Cresse                                       | 323                      | 19,06      | 17               | 12086      | 12640        | Aveyron     |
| La Roque-Sainte-Marguerite                      | 178                      | 49,40      | 4                | 12204      | 12100        | Aveyron     |
| Le Rozier                                       | 128                      | 2,03       | 63               | 48131      | 48150        | Lozère      |
| Millau                                          | 21.859                   | 168,23     | 130              | 12145      | 12100        | Aveyron     |
| Mostuéjouls                                     | 329                      | 30,95      | 11               | 12160      | 12720        | Aveyron     |
| Paulhe                                          | 365                      | 4,72       | 77               | 12178      | 12520        | Aveyron     |
| Peyreleau                                       | 71                       | 16,14      | 4                | 12180      | 12720        | Aveyron     |
| Rivière-sur-Tarn                                | 1.045                    | 26,08      | 40               | 12200      | 12640        | Aveyron     |
| Saint-André-de-Vézines                          | 132                      | 38,97      | 3                | 12211      | 12720        | Aveyron     |
| Saint-Georges-de-Luzençon                       | 1.584                    | 47,73      | 33               | 12225      | 12100        | Aveyron     |
| Veyreau                                         | 129                      | 41,09      | 3                | 12293      | 12720        | Aveyron     |
| Communauté de communes de Millau Grands Causses | 29.374                   | 511,68     | 57               | –          | –            | –           |